# Gemeindehaus St. Matthäus (Ingolstadt)

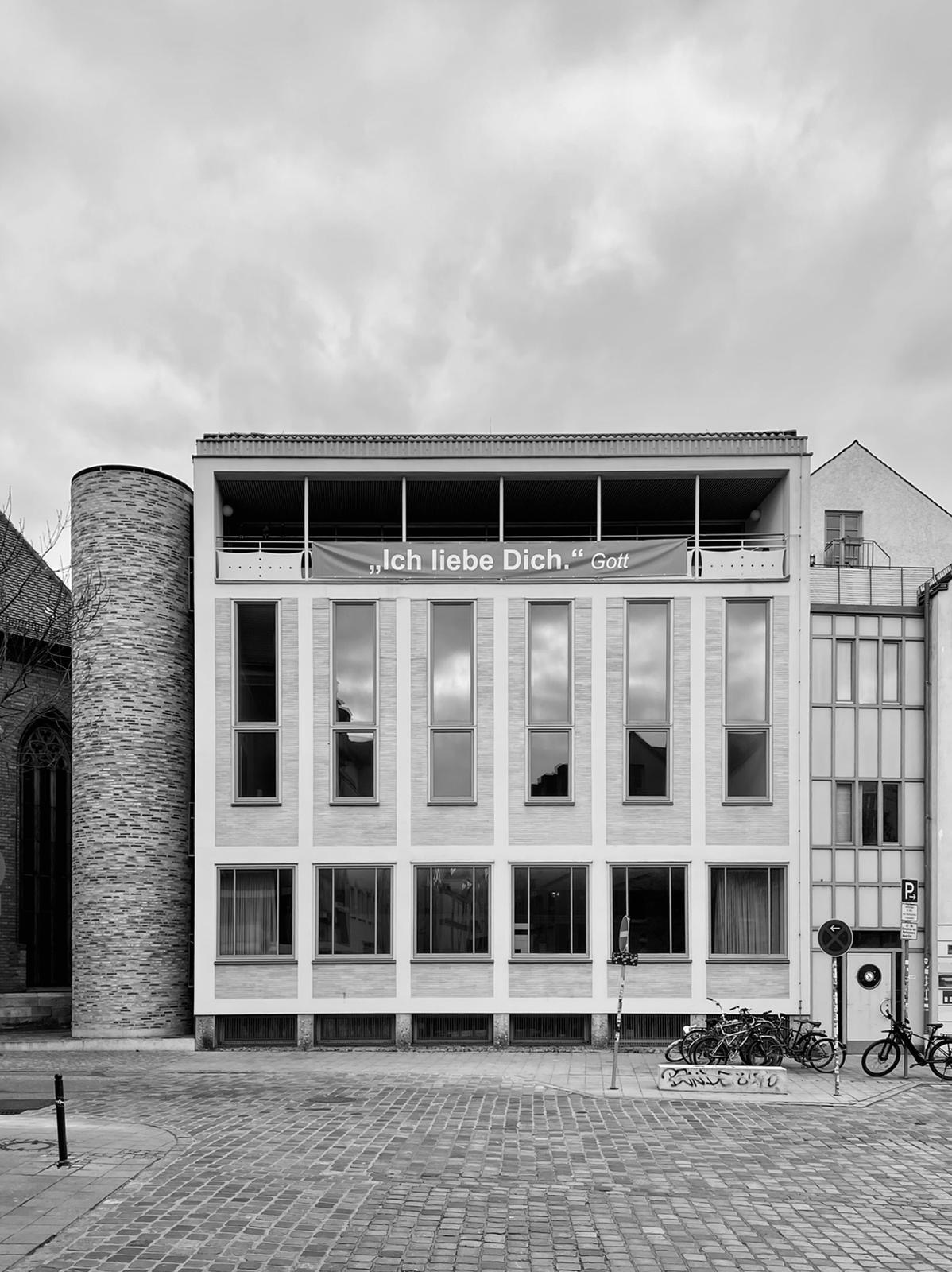
Hauptfassade

Das Gemeindehaus St. Matthäus in der Altstadt von Ingolstadt ist ein Nachkriegsbau von Josef Elfinger und Franz Xaver Proebst und ist unter der Aktennummer D-1-61-000-646 in der Denkmalliste Bayern eingetragen.

## Geschichte und Architektur
Das kubische Betonskelettbau mit Klinkerausfachung in der Schrannenstraße 7 wurde zwischen 1955 und 1956 für die evangelisch-lutherische St.-Matthäus-Gemeinde errichtet. Es umfasst ein hohes mittleres Saalgeschoss und im obersten Geschoss zum Holzmarkt hin eine Loggia über die gesamte Breite. Das Haus wird durch sein enges Stützenraster vertikal gegliedert. In den Jahren von 2008 bis 2015 sanierte Florian Nagler das Ensemble und fügte dem Gemeindehaus einen zylinderförmigen Treppenhausturm hinzu.

## Baudenkmal
Das Gemeindehaus steht unter Denkmalschutz und ist im Denkmalatlas des Bayerischen Landesamtes für Denkmalpflege und in der Liste der Baudenkmäler in Ingolstadt eingetragen.